# Phymosia pauciflora
Phymosia pauciflora är en malvaväxtart som först beskrevs av E. G. Baker, och fick sitt nu gällande namn av Paul Arnold Fryxell. Phymosia pauciflora ingår i släktet Phymosia och familjen malvaväxter. Inga underarter finns listade i Catalogue of Life.